# Krzysztof Janus
Krzysztof Janus (ur. 25 marca 1986 w Brzegu Dolnym) – polski piłkarz, występujący na pozycji pomocnika, od 2022 w Wiśle II Płock, od 2023 w Wiśle Płock.

## Kariera piłkarska
Janus jest wychowankiem klubu MKP Wołów, gdzie grał we wszystkich zespołach młodzieżowych oraz w dorosłej drużynie. Przed rundą wiosenną w 2004 roku wzmocnił szeregi Gawina Królewska Wola, z którym awansował do III ligi. Jego grę zauważyli działacze GKS Bełchatów, co zaowocowało zaproszeniem na testy, podczas których rozegrał dwa oficjalne spotkania w Pucharze Ekstraklasy: z Górnikiem Zabrze (2:2) i z Wisłą Kraków (1:2).
Przed rundą wiosenną wyjechał wraz z drużyną na obozy do Spały oraz na zagraniczny do Hiszpanii. Podczas nich zagrał w kilku sparingach, co zaowocowało podpisaniem kontraktu w czasie zimowego okienka transferowego w 2008 roku. W Ekstraklasie zadebiutował 9 marca 2008 roku w meczu z Wisłą Kraków (0:2), w którym wszedł z ławki w 83 minucie, zmieniając Tomasza Jarzębowskiego.
Latem 2010 roku Krzysztof Janus przeszedł z drużyny GKS Bełchatów do Cracovii. Latem 2011 roku piłkarz został wypożyczony z drużyny Cracovii do I ligowego Górnika Polkowice W sierpniu 2012 roku podpisał roczny kontrakt z możliwością jego przedłużenia z Wisłą Płock. W czerwcu 2015 roku Krzysztof Janus został nowym zawodnikiem Zagłębia Lubin. Z beniaminkiem Ekstraklasy związał się dwuletnią umową z opcją przedłużenia o rok. W 2018 dołączył do Arki Gdynia, a w latach 2018–2022 przywdziewał barwy Odry Opole.
26 lipca 2022 podpisał dwuletni kontrakt z czwartoligowymi rezerwami Wisły Płock, w maju 2023 dołączył do kadry pierwszej drużyny, walczącej o utrzymanie w Ekstraklasie sezonu 2022/2023. Wszedł na boisko w 70. minucie meczu ostatniej kolejki przeciwko Cracovii 27 maja, który zakończył się porażką 0:3, po którym Wisła Płock spadła do I ligi.